# Cordillera Verjoyansk

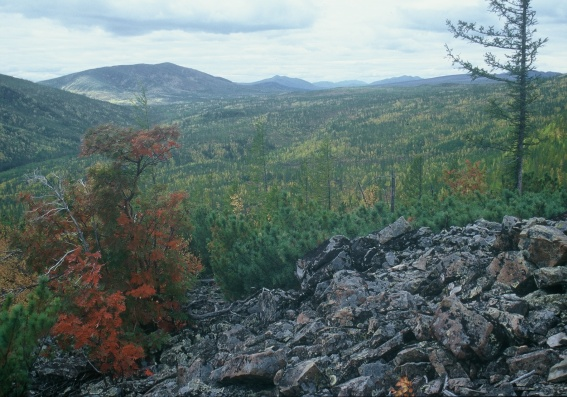
Vista de la cordillera

La cordillera Verjoyansk (en ruso: Верхоянский хребет; Verjoyanski jrebet), es una cadena montañosa de más de 1200 km de longitud situada en el norte de la Rusia asiática, a ambos lados del círculo polar ártico y, en el centro de la Siberia Oriental.
La cordillera se encuentra justo al oeste del límite de las placas tectónicas Euroasiática y la Norteamericana. Las montañas se formaron por plegamiento, y representan un anticlinal. 
La cordillera de Verkhoyansk estuvo cubierta por glaciares durante el Último Período Glaciar y las montañas de la sección septentrional, como la cordillera de Orulgan, muestran un relieve típicamente alpino.
Hay carbón, plata, plomo, estaño y zinc. yacimientos en las montañas.
Administrativamente, pertenece a la república de Sajá (o Yakutia) de la Federación de Rusia.

## Geografía
Este macizo forma un gran arco de 1200 km entre los ríos Lena y Aldán, en el oeste, y el Yana, en el este. En la cordillera nacen muchos ríos: en la vertiente oriental, Sartang, Durgalach, Yana, Bytantaj y Omolóy; en la vertiente occidental, ríos más cortos que vierten casi todos al Lena y al Aldán.
El punto culminante se eleva, en el sur, hasta los 2389 m. El asentamiento más importante de la región es Verjoyansk, a orillas del río Yana, que en 2017 contaba con 1307 habitantes. Aguas abajo del Yana, a unos 60 km, se encuentra otro poblado, Batagaj.
Las temperaturas registradas más bajas en lugares habitualmente habitados han sido registradas en esta región, que permanece generalmente cubierta bajo un profundo manto de nieve la mayor parte del año. Durante la última glaciación la cordillera tenía extensos glaciares. El paisaje en verano es el típico de las montañas alpinas.
En la región hay yacimientos de carbón, plata, plomo y cinc.
La cordillera de Verkhoyansk tiene una prolongación más alta al sureste, la cordillera de Suntar-Khayata, que a veces se considera un sistema de cordilleras separado. Así, el punto más alto de la cordillera en un sentido geográfico restringido es un pico sin nombre de 2409 metros de altura en la cordillera de Orulgan. El Ulakhan-Bom, punto más alto de 1600 metros, el Sette-Daban, punto más alto de 2012 metros, la cordillera de Skalisty (cordillera rocosa), punto más alto de 2017 metros, también se consideraban cordilleras separadas en las obras geográficas clásicas. Las dos cordilleras fueron estudiadas en 1934 por el geólogo Yuri Bilibin (1901-1952) junto con el ingeniero de minas Evgeny Bobin (1897-1941) en el curso de una expedición enviada por el gobierno de la Unión Soviética. Tras realizar el primer estudio topográfico de la zona, Bilibin estableció que las cadenas montañosas Skalisty y Sette-Daban pertenecen al sistema montañoso de Verkhoyansk. Bilibin y Bobin también exploraron por primera vez las tierras altas de Yudoma-Maya, situadas al sureste de las cordilleras Ulakhan-Bom/Sette-Daban/Skalisty.

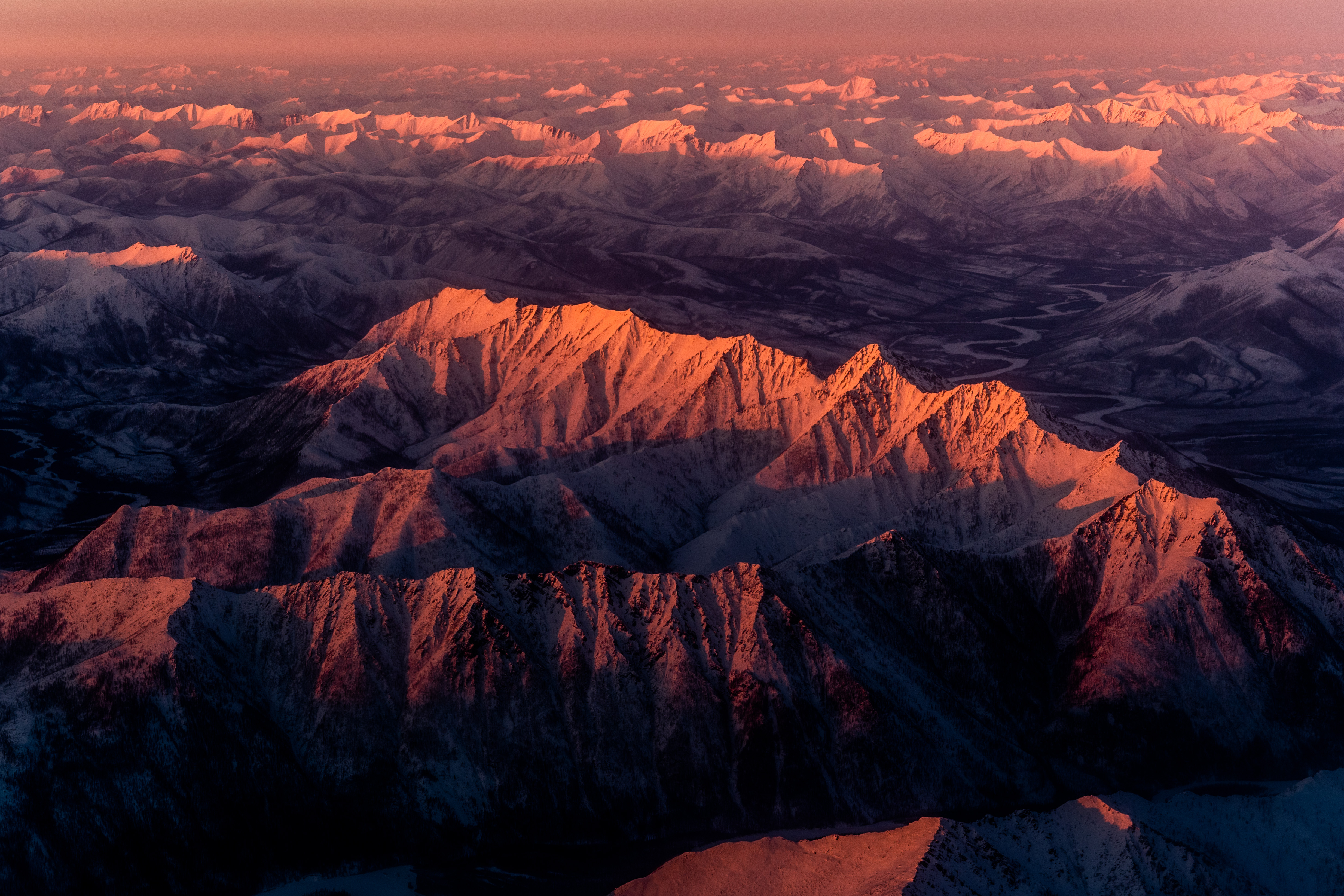
Cordillera de Verkhoyansk. Zona de crestas escarpadas
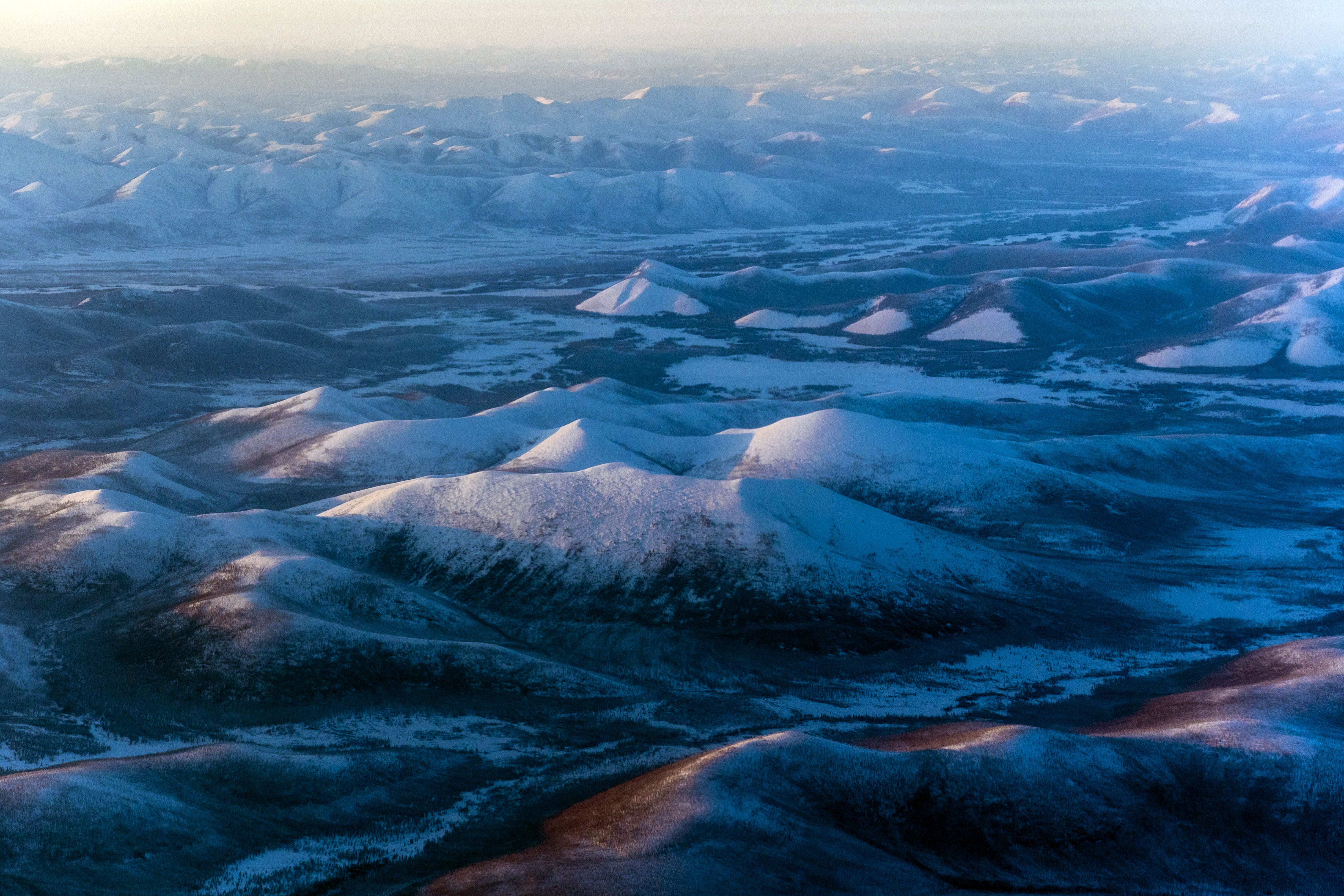
Paisaje de la cordillera de Verkhoyansk con montañas suaves y cuencas intermontañeras

### Partes de la cordillera
Además del Orulgan, el sistema de la cordillera comprende una serie de subcordilleras, así como una meseta, entre las que se encuentran las siguientes:
- Sección norte, al norte del círculo polar ártico
  - Cordillera de Kharaulakh, punto más alto 1429 metros
    - Tuora Sis, punto más alto 990 metros (3250 pies)
    - Cordillera de Kunga, punto más alto 439 metros (1440 pies)

  - Cordillera Dzhardzhan, punto más alto 1925 metros (6316 pies)
  - Cordillera de Sietinden, punto más alto 1929 metros
  - Cordillera de Kular, punto más alto 1289 metros
  - Cordillera de Byrandia, punto más alto 1915 metros
  - Cordillera de Kuyellyakh (Кюельляхский хребет), punto más alto 1483 metros (4865 pies)
- Sección sur, al sur del círculo polar ártico
  - Macizo de Echysky, punto más alto 2063 metros (6768 pies)
  - Meseta de Arkachan, punto más alto: 1351 metros
  - Cordillera de Tagindzhin, punto más alto 2084 metros
  - Cordillera de Muosuchan, punto más alto 1243 metros
  - Cordillera de Bygyn, punto más alto: 1152 metros
  - Cordillera de Kuturgin, punto más alto 1056 metros (3465 pies)
  - Cordillera de Munni, punto más alto: 1784 metros[7].
  - Cordillera Kelter, punto más alto 2002 metros (6568 pies)
  - Cordillera de Sorkin, punto más alto 1250 metros (4100 pies)
  - Cordillera de Ust-Vilyuy, punto más alto 998 metros (cerca del Lena)[8]
  - Cordillera de Chochum, punto más alto 1363 metros (4472 pies)
  - Cordillera de Sordogin, punto más alto 1352 metros (4436 pies)
  - Cordillera de Khabakh, punto más alto 1122 metros (3681 pies) (este)
  - Cordillera de Khunkhadin, punto más alto 1802 metros (5912 pies) (este)

Extremo sur (parte de la gran cordillera de Verkhoyansk, junto con el Suntar Khayata)
- - Cordillera de Kyllakh, punto más alto 901 metros (2956 pies)
  - Ulakhan-Bom, punto más alto 1830 metros (6000 pies),[9]
  - Sette-Daban, punto más alto 2102 metros (6896 pies)
  - Skalisty Range, punto más alto 2017 metros (6617 pies)

## Geología
La cordillera se encuentra justo al oeste del límite de las placas tectónicas euroasiática y norteamericana.. Las montañas se formaron por plegamiento y representan un anticlinal.
Los valles de los ríos en sus vertientes occidental y sur son profundos, con rastros de procesamiento glacial, ya su salida en el anfiteatro llano se forman conos de morrena. Las crestas de las crestas tienen formas alpinas afiladas. Al sureste, en la cuenca alta del río Yana, las cimas de las cordilleras y macizos son redondeadas y con formas "más suaves".
Tectónicamente, la cresta de Verkhoyansk es un anticlinal compuesto de limolitas, areniscas y lutitas, y con menos frecuencia calizas. En algunos lugares, las rocas sedimentarias están impregnadas de diques de diabasas e intrusiones de granito, con las que se conectan los depósitos de oro y estaño.
Hay yacimientos de oro, estaño, plomo, zinc, carbón y otros. La extracción es muy difícil debido al duro clima. Hasta 1990-91, la extracción de minerales fue apoyada y financiada por el entonces gobierno. Hoy, esta industria está en declive, solo unos pocos depósitos de oro permanecen en operación.

## Hidrología
La cordillera Verkhoyansk es una línea divisoria de aguas entre las cuencas de los ríos Lena al oeste y suroeste y los ríos Omoloy y Yana al este y noreste. Desde allí, hacia el oeste y el sur, se originan muchos afluentes derechos del Lena (Bösyuke, Jarjan, Menkere, Soboloh Mayan, Begidjan, Undulyung, Djaniska, Lepiske) y Aldan. De sus vertientes orientales nacen los ríos Dulgalah y Sartang (que comprenden el río Yana), así como los afluentes del Yana de primer y segundo orden (Bitantai, Nelgese, Derbeke, etc.), y al noreste de la cordillera Orulgan se origina el río Omoloy.

## Clima
El clima es frío, marcadamente continental. Durante el largo invierno, las inversiones de temperatura son un fenómeno característico, especialmente agudo en las estribaciones, valles y valles fluviales. En esta región se han registrado las temperaturas más bajas del mundo para lugares habitados, y hay una capa de nieve bastante profunda durante la mayor parte del año. La temperatura promedio de enero -36 °C, -38 °C. El verano es corto y en el sur de los valles relativamente cálido (temperatura promedio en julio de 12 a 14 °C). Durante la temporada de verano, casi 3/4 de la cantidad anual de precipitación cae, con la mayor cantidad: hasta 600 mm cae en la ladera occidental de la cordillera de Orulgan. El suelo permanentemente congelado se extiende por casi todas partes. Los ríos en las reas montañosas están normalmente congelados entre septiembre y mayo.

## Flora y fauna

### Flora
La cordillera alberga una tundra alpina, que alberga varias especies de musgos y líquenes. Algunos bosques escasamente arbolados de alerce y pino siberiano enano principalmente se encuentran en laderas suaves.
Un frío desierto ártico reina en las cimas de las crestas más altas. Abajo de las laderas sobre suelos débiles, aparece una patética vegetación de montaña-tundra, alternando más abajo con parches de pino cedro enano, abedul rastrero, abeto arbustivo y sauce polar. Al sur, las partes bajas de las laderas hasta una altura de 800 a 1200 m están cubiertas de escasos bosques de alerces y hay vastas áreas de estepa. En suelos aluviales podzólicos en el fondo de los valles de los grandes ríos se encuentran bosques de pinos y abedules, raramente de abetos, álamos y arbustos caducifolios.

### Fauna
La cordillera Verkhoyansk, ubicada en el este de Siberia, se caracteriza por su clima severo y sus diversos ecosistemas. Esta cordillera presenta una mezcla de taiga, tundra y entornos alpinos, lo que resulta en un ensamblaje único de fauna. La fauna de la cordillera Verkhoyansk ha desarrollado diversas adaptaciones para sobrevivir en condiciones extremas. Muchos animales exhiben comportamientos estacionales, como la hibernación o migración, mientras que otros poseen características físicas que les ayudan a afrontar el frío, como un pelaje denso o capas de grasa.
Entre los mamíferos que habitan la región se destacan: el reno aribú]]) adaptados a climas fríos, estos rebaños vagan por la tundra, migrando estacionalmente en busca de alimento; el tigre de Siberia que aunque se encuentra principalmente en la región del Amur, su rango ocasionalmente se extiende a las áreas más remotas de Verkhoyansk; el oso pardo que habita las regiones boscosas, utilizando tanto vegetación como fuentes animales para alimentarse; la liebre de nieve común en los bosques boreales, estas liebres cambian de color con las estaciones, proporcionando camuflaje; y el glotón un mamífero solitario y feroz que prospera en el terreno accidentado, alimentándose de pequeños mamíferos y carroña.
En cuanto a aves, se encuentrran: el águila de cola blanca que habita cerca de ríos y lagos, esta gran rapaz es conocida por su impresionante envergadura y habilidades de caza; el búho nival típicamente encontrado en tundras abiertas, estos búhos están bien adaptados al frío y son conocidos por su llamativo plumaje blanco; el gerifalte que es la especie de halcón más grande y prefiere acantilados rocosos y tundras, cazando una variedad de aves y pequeños mamíferos. Además durante los meses de verano, muchas especies de aves migratorias acuden a la región para aprovechar los abundantes sitios de nidificación y fuentes de alimento.
Debido al clima extremo, los reptiles y anfibios son menos comunes. Sin embargo, algunas especies, como la salamandra siberiana, se pueden encontrar en áreas protegidas.
El clima frío soporta menos especies de invertebrados, pero durante el corto verano, insectos como mosquitos y moscas pueden ser bastante numerosos, proporcionando alimento para aves y otra fauna.

## Historia
La cordillera Verkhoyansk se formó durante la Era Mesozoica, hace aproximadamente 150 millones de años, principalmente debido a actividades tectónicas que dieron forma al paisaje de Siberia. Las montañas consisten principalmente en rocas sedimentarias y volcánicas, reflejando un pasado geológico tumultuoso.
Antes de la exploración rusa, el área de Verkhoyansk estaba habitada por grupos indígenas, como los Evenki y los Yakuts. Estos pueblos tenían ricas tradiciones culturales y adaptaron sus estilos de vida al desafiante clima, confiando en la caza, la pesca y la cría de renos.
Los exploradores rusos comenzaron a penetrar en Siberia en el siglo XVII, impulsados por el comercio de pieles y la expansión territorial. La cordillera Verkhoyansk se convirtió en parte de los esfuerzos del Imperio ruso por explorar y explotar los recursos de Siberia. En el siglo XIX, el área fue mapeada más extensamente y se establecieron asentamientos, aunque el clima extremo limitó el crecimiento de la población.
Durante el período soviético, la región fue significativa por sus recursos naturales, incluyendo madera y minerales. La cordillera Verkhoyansk también jugó un papel en el extenso sistema de gulags de la Unión Soviética, donde los prisioneros a menudo eran enviados a campos de trabajo en áreas remotas y duras como forma de castigo y trabajo forzado.
A principios del siglo XXI, la cordillera Verkhoyansk sigue estando escasamente poblada, con pocas ciudades y asentamientos. Es conocida principalmente por su clima extremo y a menudo se estudia por su importancia ambiental y los impactos del cambio climático. La cordillera también es parte del área más amplia de Verkhoyansk, que fue designada como Patrimonio de la Humanidad por la UNESCO en 2018 por sus formaciones geológicas únicas y su biodiversidad.
Las montañas también han ganado cierto reconocimiento cultural, apareciendo en el folclore y la literatura rusa como símbolos de la remota y salvaje naturaleza de Siberia. Continúan atrayendo interés científico y turismo de aventura, ya que exploradores e investigadores estudian su clima y ecosistemas.

### Gulags
La cordillera de Verkhoyansk en Siberia es conocida por su clima extremo y su ubicación remota, lo que históricamente la convirtió en un lugar de campos de trabajo forzado (gulags) durante la era de Stalin. Estos campos eran notorios por sus brutales condiciones y formaban parte de un sistema más amplio de represión política.
Los gulags se establecieron en la década de 1930 y continuaron hasta la de 1950. La cordillera de Verkhoyansk se convirtió en un lugar de exilio para prisioneros políticos, intelectuales y ciudadanos comunes acusados de diversos crímenes contra el estado. Los campos estaban diseñados para explotar el trabajo forzado en la minería, la industria forestal y otros sectores.
Determinar específicamente cuantos gulags hubo puede ser complicado debido a la naturaleza cambiante del sistema Gulag. La región incluía varios campos más pequeños en lugar de uno central grande, lo que contribuía a la complejidad general de la red Gulag. En la cordillera Verkhoyansk, hubo varios campos de trabajo forzado, aunque no todos estaban formalmente categorizados como "gulags". Los registros históricos indican que existieron al menos tres campos principales en la región, entre ellos el famoso Campo de Trabajo de Verkhoyansk. Se estima que decenas de miles de internos pasaron por los campos de la cordillera Verkhoyansk durante su funcionamiento. Si bien los números específicos son difíciles de verificar, algunos informes sugieren que varios miles de personas podrían haber estado internadas simultáneamente en los picos más altos de la represión.
Entre los internos notables de la región se encuentran, Varlam Shalamov quien además de ser un destacado autor de Cuentos de Kolyma, también estuvo en campos en la región, donde sus experiencias reflejan las condiciones del Gulag en Verkhoyansk y Boris Pasternak quien aunque no estuvo internado en Verkhoyansk, su obra y su vida fueron profundamente influenciadas por el contexto del Gulag en el que vivió.
La vida en los gulags de Verkhoyansk era increíblemente dura. Los prisioneros enfrentaban un frío extremo, a menudo soportando temperaturas que caían por debajo de −50 °C en invierno. Se les sometía a largas jornadas de trabajo, comida inadecuada y severos castigos por cualquier desobediencia percibida. Muchos prisioneros sufrían de desnutrición, enfermedades y agotamiento.
El legado de los gulags ha tenido un impacto duradero en la cultura y la sociedad rusas. Los sobrevivientes y sus familias a menudo lucharon por reconstruir sus vidas después de ser liberados, y las experiencias de aquellos que soportaron los campos han sido documentadas en la literatura, documentales e historias orales.
A comienzos del siglo XXI, ha habido un creciente reconocimiento del impacto del sistema gulag en la historia rusa. Se han establecido memoriales y museos para honrar a las víctimas y educar a las futuras generaciones sobre las atrocidades cometidas durante este oscuro período.